# Afromelittodes solis
Afromelittodes solis is een vliegensoort uit de familie van de roofvliegen (Asilidae). De wetenschappelijke naam van de soort is voor het eerst geldig gepubliceerd in 1963 door Oldroyd & Bruggen.